# Myrkviðr
No confundir con el ficticio bosque de Mirkwood.
Myrkviðr (del protogermánico *merkʷjo-widuz) era el nombre de un bosque en la mitología nórdica. La palabra en nórdico antiguo significa "bosque oscuro", y corresponde al anglicismo mirkwood en la ficción de William Morris y J. R. R. Tolkien (en inglés mirk es una palabra arcaica para "oscuro", cf. murky). 
La expresión "bosque oscuro" en lenguas germanas y eslavas se utilizaba para hacer referencia a los densos y "oscuros" bosques de coníferas, en oposición a los "claros" bosques caducifolios.
La ubicación de este bosque varía dependiendo de las fuentes: 
- Según la saga Hervarar, serían las tierras bajas de Palus Maeotis que separaban los godos de los hunos.[1]
- El bosque que separaba los hunos de los burgundios según lo que se menciona en el Nordisk familjebok.[2]
- En Sögubrot af nokkrum fornkonungum[3] y en algunas leyendas como la de Helgi Hundingsbane en Helgakviða Hundingsbana I, se ubicaría en Kolmården ("el bosque oscuro"), en Suecia.[4]
- El bosque al sur de Upsala en el relato de Styrbjarnar þáttr Svíakappa. Lo que se conserva aún de este bosque se llama Lunsen.
- Ubicaciones inciertas, como en Völundarkviða, donde probablemente se le localice en algún lugar de Escandinavia (aquí Völundr es descrito como un príncipe finés, lo que lo convertiría en un príncipe de los Sami).

| Meyjar flugu sunnan myrkvið í gögnum, Alvitr unga, örlög drýgja; þær á sævarströnd settusk at hvílask drósir suðrænar, dýrt lín spunnu. | Doncellas del sur vuelan a través de Myrkwood, Bellas y jóvenes, siguen su destino; En el puerto del mar a descansar se sientan, Las doncellas del sur, e hilan lino. |  |
| Völundarkviða, estrofa 1, Edda poética                                                                                                  | |  |

- Ubicaciones mitológicas. En otras fuentes como las Eddas, e.g. Lokasenna, la ubicación parece ser entre el Asgard y Muspelheim, ya que los hijos de Muspell cabalgan a través de él durante el Ragnarök.

| Loki kvað: «"Gulli keypta léztu Gymis dóttur ok seldir þitt svá sverð; en er Múspells synir ríða Myrkvið yfir, veizt-a þú þá, vesall, hvé þú vegr."» | Loki habló: "La hija de Gymir con oro compraste, Y vendiste tu espada como botín; Pero cuando los hijos de Muspell a través de Myrkwood cabalguen, Tu sin armas esperarás, pobre infeliz." |  |
| Lokasenna, estrofa 42, Edda poética | |  |

El término en nórdico antiguo fue adaptado por J. R. R. Tolkien al anglosajón como myrcwudu, y al inglés moderno como Mirkwood. 